# Дзуйхицу
Дзуйхи́цу (яп. 随筆, «вслед за кистью») — жанр японской короткой прозы, в котором автор записывает всё, что приходит ему в голову, не задумываясь о том, насколько это «литературно». Дзуйхицу может рассказывать о каком-то внезапном воспоминании, пришедшей в голову мысли, увиденной бытовой сценке.
К классике дзуйхицу относятся «Записки у изголовья» Сэй-Сёнагон (конец X века), «Записки из кельи» Камо-но Тёмэя (1153—1216), «Записки от скуки» Ёсиды Кэнко (ок. 1330), «Собирание и сжигание хвороста» Араи Хакусэки (ок. 1716—1717).

## Публикации на русском языке
- Японские дзуйхицу. СПб: Северо-Запад, 1998